# Litsea turfosa
Litsea turfosa är en lagerväxtart som beskrevs av André Joseph Guillaume Henri Kostermans. Litsea turfosa ingår i släktet Litsea och familjen lagerväxter. Inga underarter finns listade i Catalogue of Life.